# Arturo Bofill y Poch
Arturo Bofill y Poch (Barcelona, 1846-Barcelona, 1929) fue un malacólogo, paleontólogo, naturalista, académico y traductor español.

## Biografía
Nacido el 13 de abril de 1846 en Barcelona, cursó la carrera de Derecho en la Universidad de Barcelona. Aficionado a la historia natural, viajó por varios países de Europa y estudió en varios museos importantes del continente. Interesado en la malacología, en 1887 fue nombrado miembro correspondiente de la Sociedad Mexicana de Historia Natural y corresponsal del Museo Nacional de México, y en 1883 individuo asociado de la Societé malacologique de France. El 14 de junio de 1884 fue nombrado académico numerario de la Real Academia de Ciencias Naturales y Artes de Barcelona, apadrinado por el académico Jaime Almera. Desempeñó en ella el cargo de conservador del gabinete de historia natural y posteriormente el de bibliotecario. En 1887 fue designado por la Diputación Provincial de Barcelona para continuar, con Jaime Almera, los trabajos para la formación del mapa geológico de la provincia.
El 29 de diciembre de 1887 recibió del Ayuntamiento de Barcelona el nombramiento como conservador del Museo Martorell de arqueología de historia natural, cargo del que tomó posesión el 2 de enero de 1888. Delegado por la Diputación Provincial de Barcelona, en compañía de Almera asistió al Congreso geológico internacional celebrado en Londres en septiembre de 1888, en el cual presentaron una nota de los moluscos fósiles que habían reconocido en las cercanías de Barcelona y en el Bajo Ampurdán, con más de seiscientos fósiles. Tomó parte activa en la redacción de la Crónica Científica, revista científica publicada en Barcelona, en la que se encargó del extracto o traducción de los muchos trabajos en ella insertos, y donde fue secretario de la redacción. Se ocupó también de la traducción de obras al castellano. Falleció el 16 de junio de 1929 en Barcelona.

## Eponimia
En su honor le fueron dedicados los siguientes nombres de taxones:
- Anodonta bofilliana, de Portugal, por Bourguignat.[1]
- Succinea bofilli, de los alrededores de Escaló, Pirineos centrales, por Fagot.[1]
- Helix bofilliana y Pupa bofilli, ambas de Montserrat, por Fagot.[1]
- Melanopsis bofilliana, de Lorca (Murcia), por Bourguignat.[1]
- Philbertia bofilliana, de Porto Maurizio (Liguria Occidental), por Sulliotti.[1]

## Obras
- «Una excursió á Vallvidrera> (botánica y malacológica).—Da cuenta de las especies de plantas y de moluscos recogidos en esta excursión (leída en la Associació d'Excursions Catalana y publicada en su Boletín, 1878, pág. 12-13).
- «Necrología de D, Francisco Martorell y Peña.»—Datos sobre la vida científica de dicho señor, noticia de sus colecciones malacológica y arqueológica, donativo de estas colecciones a la ciudad de Barcelona y establecimiento de un premio de 20 000 pesetas (leída en la sesión celebrada por la Associació d'Excursions Catalana el 20 de diciembre de 1878). Es la primera que se escribió y publicó sobre este asunto. Publicada en Lo Renaixement», Revista catalana, 1879, págs. 57-71).—Reproducida en los Apuntes arqueológicos de D. Francisco Martorell y Peña. Barcelona, 1879, págs. 11-21, y en la Vetllada necrológica celebrada en lo 20 Desembre, 1878, Barcelona, 1881, págs. 19-29.
- «Catálogo de los moluscos testáceos terrestres del llano de Barcelona». Enumera como vivientes en el espacio que media desde el río Besós hasta Montjuich y desde la costa hasta la cordillera del Tibidabo 56 especies de testáceos terrestres. Se encuentran en este trabajo abundantes datos sobre las condiciones de existencia y el modo de estación de cada especie. —(Crónica Científica, enero a abril de 1879 y tiraje aparte).
- «Una excursió á Horta, inmediaciones de Barcelona.»—Algunos datos sobre los vegetales y los moluscos observados durante una excursión, con los nombres vulgares é indicación de localidades (leído en la Associació d'Excursions Catalana y publicado en su Boletín de 1880, págs. 61 á 67).
- «Plantas insectívoras en Cataluña.» — Noticias sobre varias de estas plantas observadas en el Principado, (Crónica Científica, enero de 1880).
- «Una excursió á Montserrat.»—En una de las conclusiones hace notar el aspecto especial, denominado por él «Montserratino», que presenta la fauna malacológica de esta gran montaña. (I Anuari Associació d'Excursions Catalana. Barcelona, 1882. p. 54-69 y tiraje aparte).
- «Excursió als Pyrineus centrals, anada per Aragó, regrés per lo Noguera Ribagorzana». 12 julio al 28 de agosto de 1881.—Abundantes datos sobre usos, costumbres, lenguaje, topografía, historia natural, etc., del valle del Isábeni, el alto valle del Éssera, valle de Arán, Noguera Ribagorzana y Montsech. Los datos malacológicos recogidos y publicados en este trabajo contribuyeron a completar el catálogo de moluscos del valle de Arán y el del valle del Éssera, que posteriormente publicó Fagot. El interés primordial de esta excursión fue el descubrimiento de la fauna del valle del Noguera Ribagorzana, que presenta un carácter en extremo peculiar y muy diferente en los diversos desfiladeros practicados por el río, perpendicularmente a las sierras que se dirigen de este a oeste. («II Anuari de la Associació d'Excursions Catalana» Barcelona, 1883, p. i a 98 y tiraje aparte).
- «Algunos moluscos de la Serra de Cardó, Tortosa.»—Noticias de esta sierra y de los moluscos que en ella viven, localidad que no había sido explorada todavía bajo este concepto; tanto más interesante, cuanto no se conocía absolutamente dato alguno de todas aquellas regiones (leída en la sesión celebrada por la Associació d'Excursions Catalana el 18 de octubre de 1883).
- «Moluscos del valle de Ribas (Cataluña)». Contribución al estudio de la fauna malacológica pirenaica.—Primera parte.—Expone en un trabajo bibliográfico lo poquísimo que a la sazón se había publicado sobre moluscos de la vertiente sur pirenaica, hace breves indicaciones acerca de la topografía, geología, etc. de dicho valle, indispensable para el conocimiento de las condiciones en que viven los seres en aquella región, y por último, estudia cada una de las formas allí observadas, muchas de ellas dudosas puesto que han dado origen á largas controversias. (Crónica Científica, agosto y septiembre de 1884 y tiraje aparte).
- «Mollusca fossilia stratuum tertiariorum supernorum Catalauniae: Cancellariadae» (en colaboración con Almera. —Se hizo un tiraje aparte).
- «Memoria sobre los fósiles terciarios de Cataluña: Género Murex».—(Id., id.).
- «Nota acerca de una nueva especie fósil: Cancellaria striata».—Almera y Bofill. (Id., ídem).
- «Mollusca fossilia stratuum tertiariorum superorum Catalauniae: Strombidae.» — (Ídem, id.). Se hizo un tiraje aparte de ambas ediciones.
- «Visita al Museo de Historia Natural del Seminario Conciliar de Barcelona.»—Utilidad de los Museos regionales; reseña general de dicho Museo. (Bull. Assoc, excurs. catal. 1875, páginas 74-80).
- «Descubrimiento de grandes mamíferos fósiles en Cataluña».—(En colaboración con Almera).
- «Una hora en el laboratorio zoológico de Banyuls-sur-mer».—Reseña de este establecimiento científico (en colaboración con Almera. Crónica Científica, junio de 1887).
- «Contributions a la faune malacologique de la Catalogne».—Estudio de cinco especies y dos variedades nuevas para la ciencia, encontradas y descritas por el autor. (Bull. Soc. Malacol. de France, julio de 1886, pp. 151-164, y tiraje aparte). Se publicó una traducción en la Crónica Científica.
- «Una inscripció romana inédita, en la conca del Noguera Ribagorzana» (leído en la Associació d'Excursions Catalana y publicado en su Boletín, 1887, pp. 62-74).
- «Anals inédits del Real monastir de Alaon, en lo Noguera Ribagorzana» (leído en la Associació d'Excursions Catalana y publicado en su Boletín, 1887, pp. 88-96).
- «Cinch días á través del Rosselló, los Alberes y la Cerdaña».—(En colaboración con Almera).
- «Algunos datos geológicos sobre los Pirineos orientales».—(Id., id.,).
- «Catálogo de la colección conchiológica que fue de D. Francisco Martorell, legada por dicho señor á la ciudad de Barcelona y existente en el Museo Martorell de la propia ciudad». Barcelona; tip. lit. de los Suc. de Ramírez y C.ª 1888.—En 4.°, 94 págs.
- «Nuria, Ribas y Alt Llobregat.»— Reseña de estas comarcas, usos, costumbres, lenguaje, topografía, datos de historia natural y documentos (leído en la Associació d'Excursions Catalana y publicado en su Boletín, 1888, pp. 46-146).
- «Recientes descubrimientos paleontológicos en Cataluña» (en colaboración con Almera).
- «Nota sobre algunos Hélices xerofilianos del Ilano de Barcelona».—Da la descripción de dos nuevas especies de hélices que descubrió en el llano de Barcelona; la Helix aspila y la roigiana, pertenecientes a una serie que hasta la actualidad se creía propia del norte de África y de las islas de Creta y Rodas. Apoyado en estos datos y en la aclimatación reciente de alguna especie importada de Argel en plantas que figuran en nuestros jardines públicos, deja sentado que en Montjuich empiezan a presentarse ya decididamente las condiciones de una fauna y flora meridionales, anunciada por la presencia del Palmito. Al propio tiempo da cuenta del descubrimiento que ha hecho en el litoral de  Barcelona de otra especie, la Hélix foedata, que puede considerarse circunmediterránea (leída en la sesión celebrada por la Real Academia de Ciencias naturales y Artes, el 1 de mayo de 1889).
- «Descubrimiento del Jurásico inferior en Garraf».—Se da cuenta de haber descubierto en la Penya Escorxada de las costas de Garraf un promontorio jurásico, llamando la atención sobre la relativa riqueza paleontológica de aquel reducido yacimiento, tanto más importante, cuanto revela en la comarca la presencia de un mar en los tiempos jurásicos.—En colaboración con Almera (nota leída en la sesión celebrada por la Real Academia de Ciencias naturales y Artes de Barcelona, el 27 de junio de 1889).
- «Contribuciones á la fauna malacológica de Cataluña. Nota sobre las Pupa de Cataluña, de la serie de la Pupa affinis».—En este trabajo monográfico estudia once formas malacológicas que agrupa alrededor de la Pupa affinis, seis de las cuales fueron descubiertas y descritas por él. Encontrándose todas ellas en la vertiente pirenaica catalana (Montsech, Pobla de Lillet, Ribas, Caralps, Camprodón, Besora ) y en el límite noreste de la misma (La Preste), y constituyendo por su fisonomía un grupo tan natural deduce que tal serie de formas da un carácter especial, bajo el punto de vista malacológico, a la fauna del norte de Cataluña (leído en la sesión celebrada por la Real Academia de Ciencias naturales y Artes, el 29 de junio de 1889).[1]